# The West Coast Pop Art Experimental Band
The West Coast Pop Art Experimental Band var en amerikansk psykedelisk och experimentell musikgrupp bildad i Los Angeles 1965. Gruppen har bland annat uppmärksammats för att man medvetet valt att emellanåt utelämna uppgifter om medverkande musiker. 

## Medlemmar
Ordinarie medlemmar
- Bob Markley – sång, slagverk (1965–1970; död 2003)
- Shaun Harris – basgitarr, sång (1965–1970)
- Dan Harris – gitarr, sång (1965–1968, 1968–1970; död 2012)
- Michael Lloyd – gitarr, keyboard, sång (1965–1967, 1969–1970)
- Ron Morgan – gitarr (1967–1970; död 1989)

Bidragande musiker
- Bob Yeazel – gitarr
- Danny Belsky – trummor
- John Ware – trummor

Gruppen har använt sig av flera olika trumslagare.

## Diskografi
Studioalbum;
- West Coast Pop Art Experimental Band, Part One (1967)
- West Coast Pop Art Experimental Band, Vol. 2: Breaking Through (1967)
- A Child's Guide to Good and Evil (1968)
- Where's My Daddy? (1969)

Under namnet Markley
- A Group (1970)

Samlingsalbum
- Legendary Unreleased Albums (1980)
- Transparent Day (1986)
- Companion (2011)

EP
- Rhino Hi-Five: The West Coast Pop Art Experimental Band (2006)